# مارييه فاسكيز
مارييه فاسكيز (بالإسبانية: Mariel Vázquez) عالمة أحياء رياضية مكسيكية متخصصة في طوبولوجيا الحمض النووي. وهي أستاذة في جامعة كاليفورنيا، ديفيس، وهي منتسبة بشكل مشترك إلى أقسام الرياضيات وعلم الأحياء الدقيقة وعلم الوراثة الجزيئي. 

## التعليم
حصلت مارييه على بكالوريوس العلوم في الرياضيات من الجامعة الوطنية المستقلة في المكسيك في عام 1995. وحصلت على درجة الدكتوراه في الرياضيات من جامعة ولاية فلوريدا في عام 2000.  كان عنوان أطروحتها angle Analysis of Site-specific Recombination: Gin and Xer Systems وكان المشرف عليها دي ويت سمنرز.

## المسار المهني
حصلت مارييه على زمالة ما بعد الدكتوراه في جامعة كاليفورنيا، بيركلي من 2000 إلى 2005، حيث أجرت أبحاثًا عن النماذج الرياضية والفيزياء الحيوية لترميم الحمض النووي في الخلايا البشرية بالإشتراك مع راينر ك. زاكس كجزء من مجموعة علم الأحياء الإشعاعي. كانت عضو هيئة تدريس في قسم الرياضيات في جامعة سان فرانسيسكو الحكومية من 2005 إلى 2014. وفي 2014، انضمت إلى هيئة التدريس في جامعة كاليفورنيا، ديفيس كباحثة . 

## تقدير وجوائز
في عام 2011، حصلت مارييه على جائزة وطنية في العلوم عن  في عام 2012، كانت أول عضو هيئة تدريس بجامعة ولاية سان فرانسيسكو يحصل على جائزة الرئاسة المهنية المبكرة للعلماء والمهندسين. 
في عام 2016، تم اختيارها لجائزة Blackwell-Tapia، والتي تُمنح كل عامين لعالم رياضيات قدم مساهمات بحثية كبيرة في مجاله، ومما ساهم في معالجة مشكلة التمثيل لمجموعات الأقليات في الرياضيات.  تم اختيارها للفصل الافتتاحي لزميلات جمعية المرأة للرياضيات في عام 2017.  وتم انتخابها كزميلة في الجمعية الرياضيات الأمريكية في مجموعة 2020 .

## وصلات خارجية
- The Shape of DNA - Numberphile
- How DNA unties its own knots - Numberphile
- Stern, Gary M. A Scientific Star نسخة محفوظة 3 فبراير 2022 على موقع واي باك مشين.. The Hispanic Outlook in Higher Education. 18 February 2013.